# Yamaoka Tetsuya
Tetsuya Yamaoka (山岡 哲也 Yamaoka, Tetsuya, sinh ngày 4 tháng 3 năm 1990 ở Osaka) là một cầu thủ bóng đá người Nhật Bản thi đấu cho Kagoshima United FC.

## Thống kê câu lạc bộ
Cập nhật đến ngày 23 tháng 2 năm 2017.
| Thành tích câu lạc bộ | Thành tích câu lạc bộ | Thành tích câu lạc bộ | Giải vô địch | Giải vô địch | Cúp                   | Cúp                   | Tổng cộng | Tổng cộng |
| Mùa giải              | Câu lạc bộ            | Giải vô địch          | Số trận      | Bàn thắng    | Số trận               | Bàn thắng             | Số trận   | Bàn thắng |
| Nhật Bản              | Nhật Bản              | Nhật Bản              | Giải vô địch | Giải vô địch | Cúp Hoàng đế Nhật Bản | Cúp Hoàng đế Nhật Bản | Tổng cộng | Tổng cộng |
| --------------------- | --------------------- | --------------------- | ------------ | ------------ | --------------------- | --------------------- | --------- | --------- |
| 2012                  | SP Kyoto FC           | JFL                   | 26           | 0            | –                     | –                     | 26        | 0         |
| 2013                  | SP Kyoto FC           | JFL                   | 22           | 0            | 2                     | 0                     | 24        | 0         |
| 2014                  | SP Kyoto FC           | JFL                   | 10           | 0            | –                     | –                     | 10        | 0         |
| 2015                  | SP Kyoto FC           | JFL                   | 26           | 0            | –                     | –                     | 26        | 0         |
| 2016                  | Kagoshima United FC   | J3 League             | 27           | 0            | 1                     | 0                     | 28        | 0         |
| Tổng cộng sự nghiệp   | Tổng cộng sự nghiệp   | Tổng cộng sự nghiệp   | 111          | 0            | 3                     | 0                     | 114       | 0         |